# Mont Orgueil
Zamek Mont Orgueil (ang. Mont Orgueil Castle, Gorey Castle; jèrriais: Mount Pride lub Haughty Mount) – zamek na wyspie Jersey w miejscowości Gorey (Saint Martin). Współcześnie jest jedną z atrakcji turystycznych wyspy. Muzeum znajdujące się w zamku zarządzane jest przez Jersey Heritage.

## Historia
Miejsce, w którym istnieje zamek, w celach obronnych wykorzystywane i ufortyfikowane było na długo przed wzniesieniem w tym miejscu twierdzy.
Budowa zamku Mont Orgueil rozpoczęła się w 1204 roku, a pierwsze wzmianki o nim pochodzą z 1212 roku.
Zamek przez wiele lat był głównym punktem obrony wyspy, jednak gdy udoskonalono artylerię, twierdza przestała pełnić kluczową rolę w odpieraniu ataków. Z czasem zdecydowano się na budowę nowej twierdzy obecnie znanej jako Elizabeth Castle, którą Mont Orgueil miał zostać zastąpiony. W 1600 roku planowano również wyburzenie twierdzy w Gorey, by wykorzystać uzyskany w ten sposób budulec do budowy nowego zamku w okolicach Saint Helier. Rozbiórce sprzeciwił się jednak ówczesny gubernator Jersey Walter Raleigh, który stwierdził, że „strach go burzyć”. Skutkiem sprzeciwu gubernatora było nierozebranie i pozostawienie zamku w spokoju.
Do XVI wieku zamek pełnił funkcję siedziby gubernatorów Jersey.
W późniejszym czasie stary zamek zaadaptowano na więzienie. Tę rolę pełnił do końca XVII wieku, kiedy to zbudowano nowe więzienie w St. Helier.
Podczas angielskiej wojny domowej zamek był w rękach rojalistów, jednak w 1651 roku wyspę najechały siły parlamentu, a zamek Mont Orgueil został oblężony i w końcu pod groźbą ostrzału załoga twierdzy skapitulowała.
Po wojnie zostały przeprowadzone dokładne oględziny zamku i okazało się, że pomieszczenia w zamku są w opłakanym stanie i nie nadają się do użytku. Dwa lata później stwierdzono natomiast, że zamek jest w stanie ruiny.
W późniejszym czasie zaniedbany i zniszczony zamek został wyremontowany, a jego pomieszczenia przystosowane do pełnienia funkcji wojskowych.
W 1846 roku zamek w Gorey odwiedziła królowa Wiktoria. Również później zamek Mont Orgueil był gospodarzem kolejnych królewskich wizyt: Jerzego V w 1921 roku i Elżbiety II.
W 1907 roku zamek w zrujnowanym stanie został przekazany mieszkańcom Jersey.
Od 1929 roku w zamku znajduje się muzeum i jest on dostępny dla zwiedzających.
W czasie niemieckiej okupacji Jersey w zamku Mont Orgueil stacjonowali żołnierze Wehrmachtu, a w samym zamku dobudowano nowoczesne fortyfikacje. Fortyfikacje te starano budować się w taki sposób, by nie odbiegały wyglądem od średniowiecznego zamku.
Pod koniec lat 90. XX wieku zamek został poddany renowacji; na ten cel zostały przeznaczone 3 miliony funtów.

## Galeria

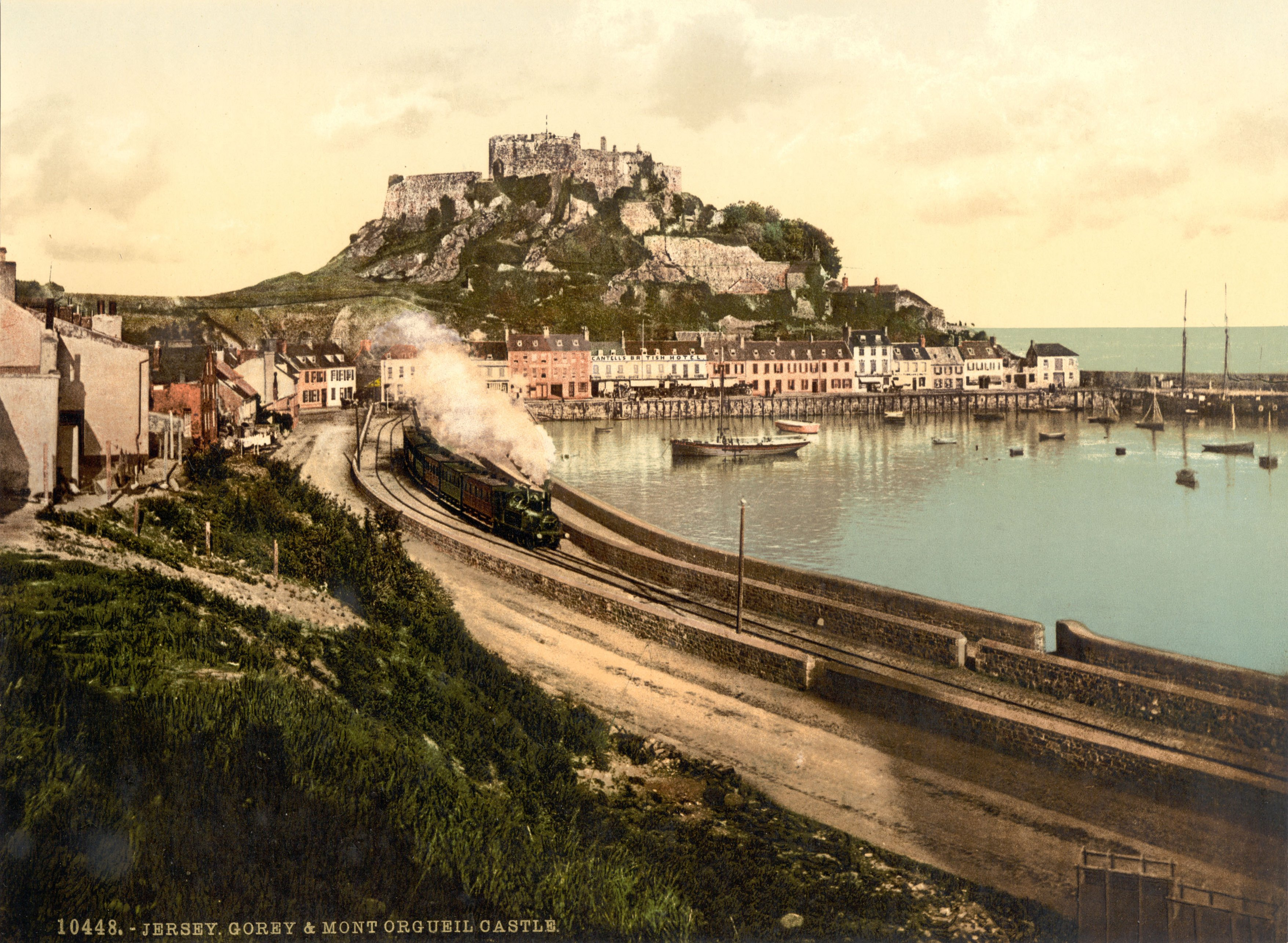
Widok na zamek na pocztówce z przełomu XIX i XX wieku
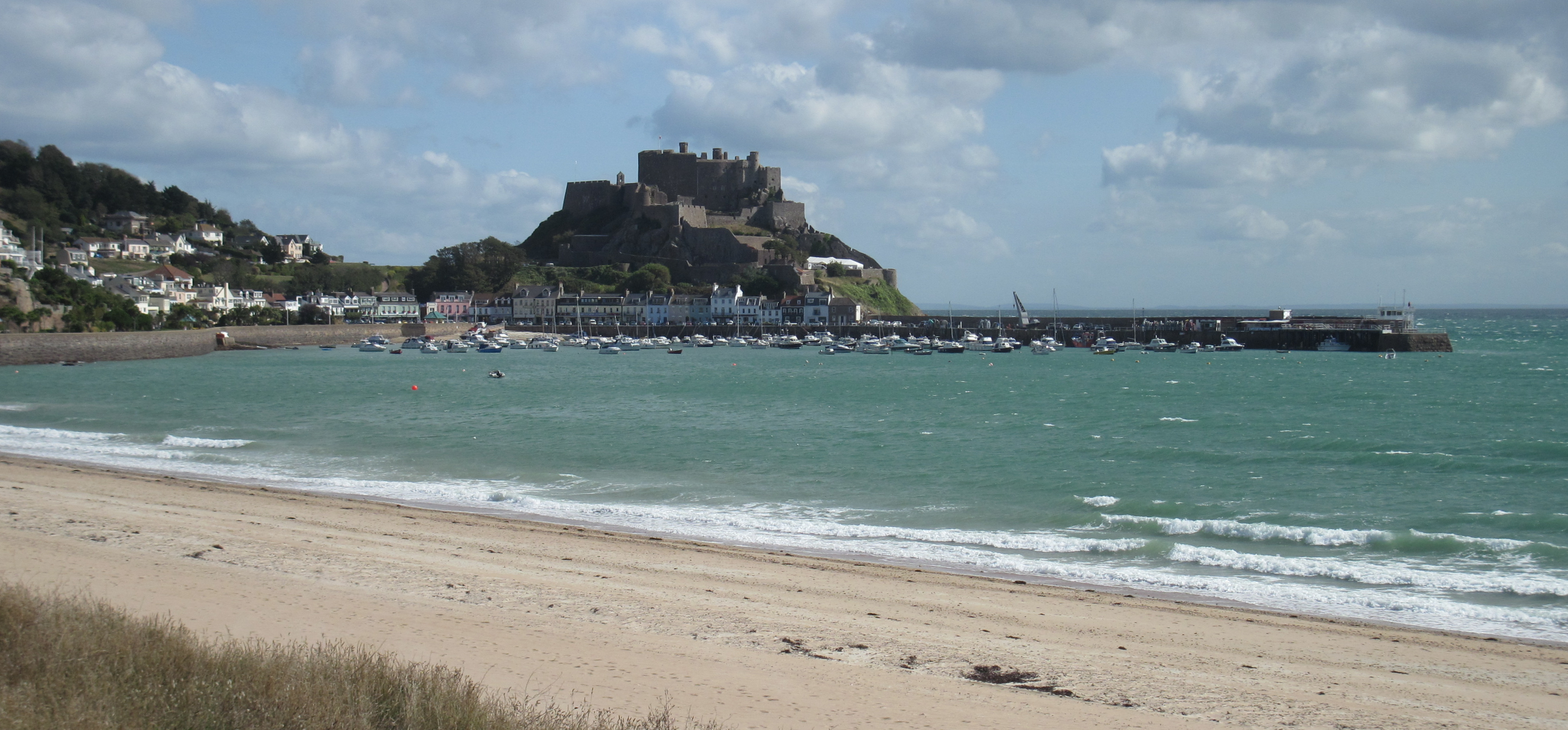
Widok na zamek i miasteczko z południa
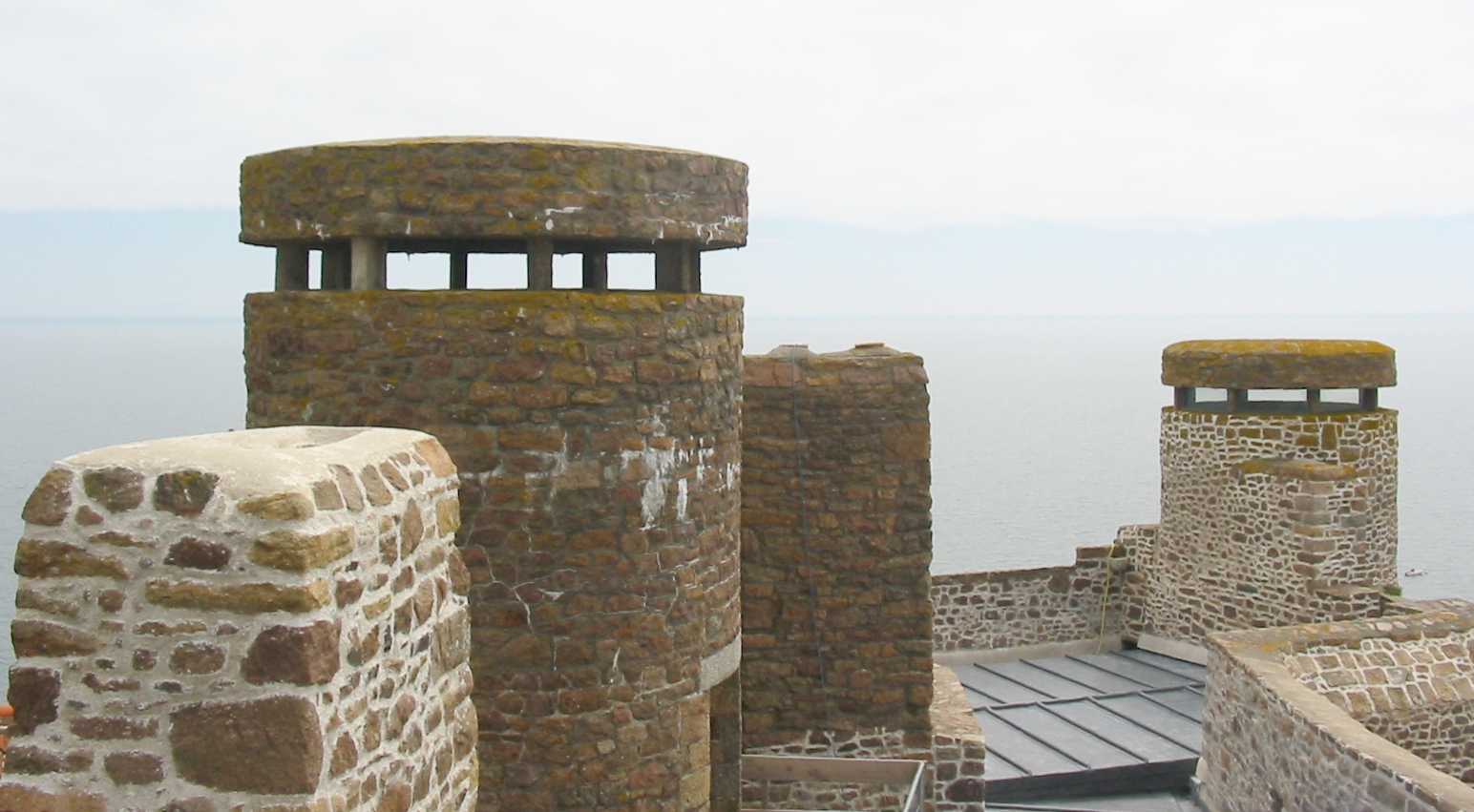
Niemieckie fortyfikacje z czasów II wojny światowej na murach zamku
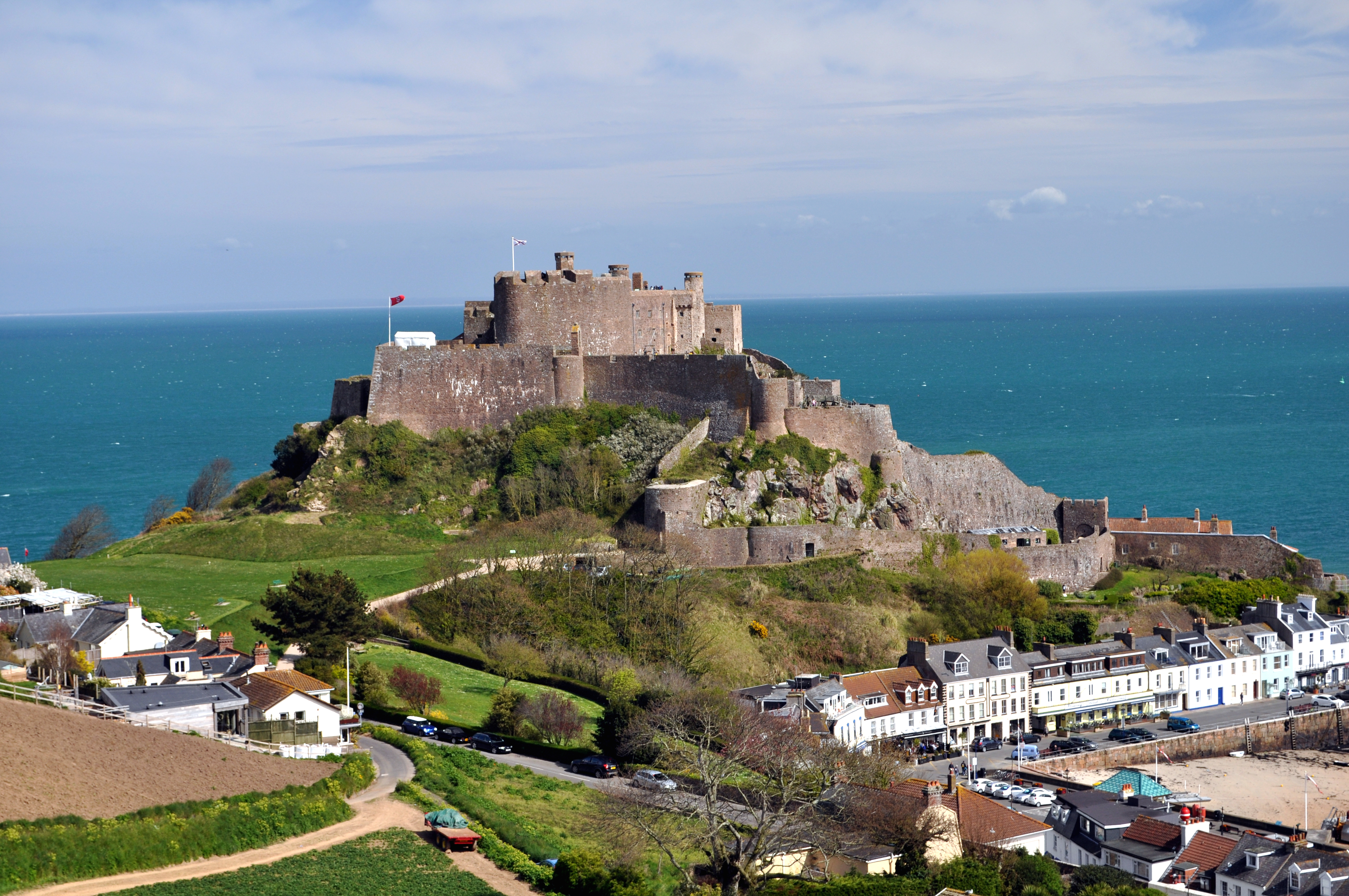
Widok na zamek
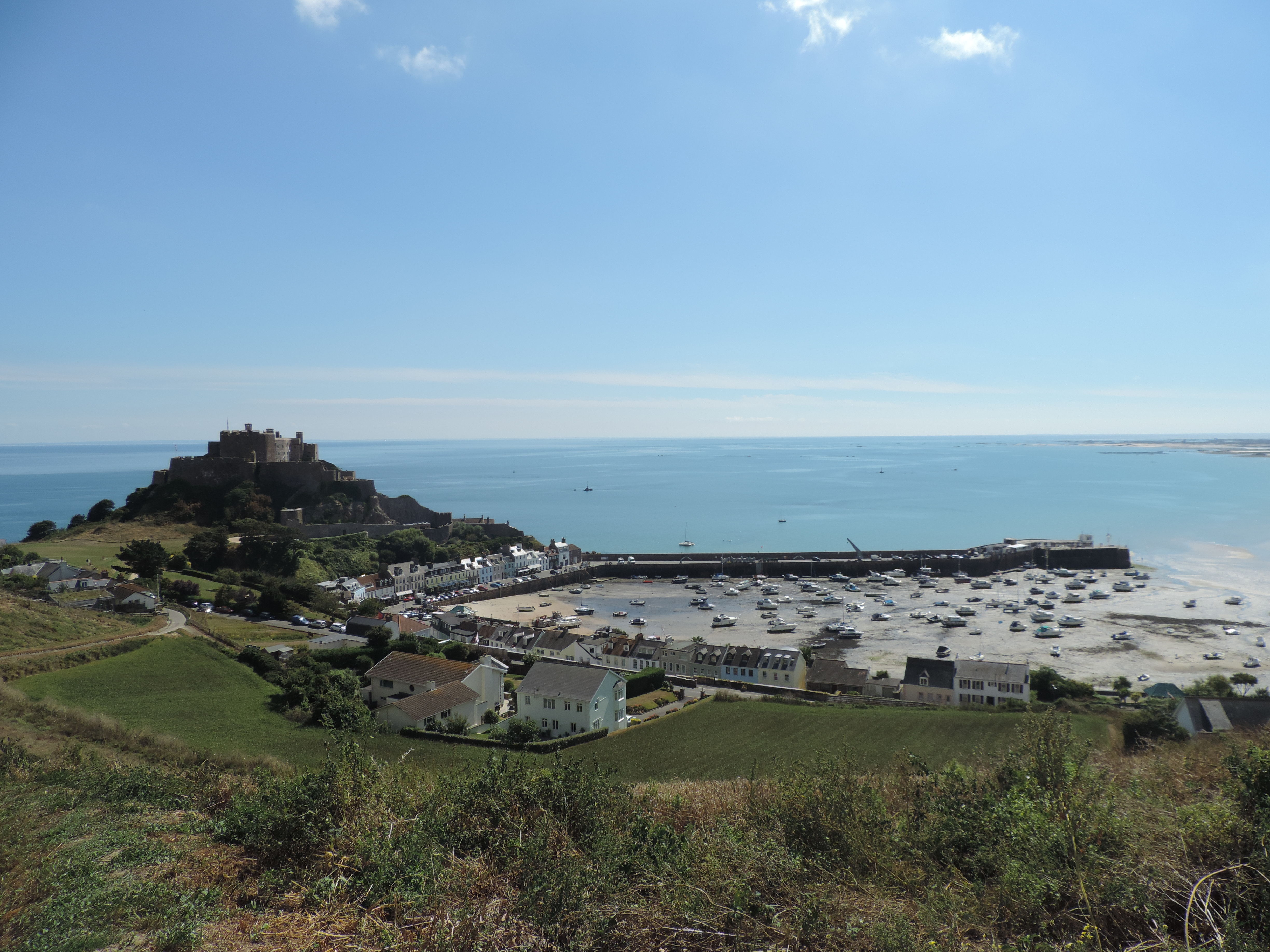
Widok na zamek i znajdującą się u jego podnóży miejscowość Gorey
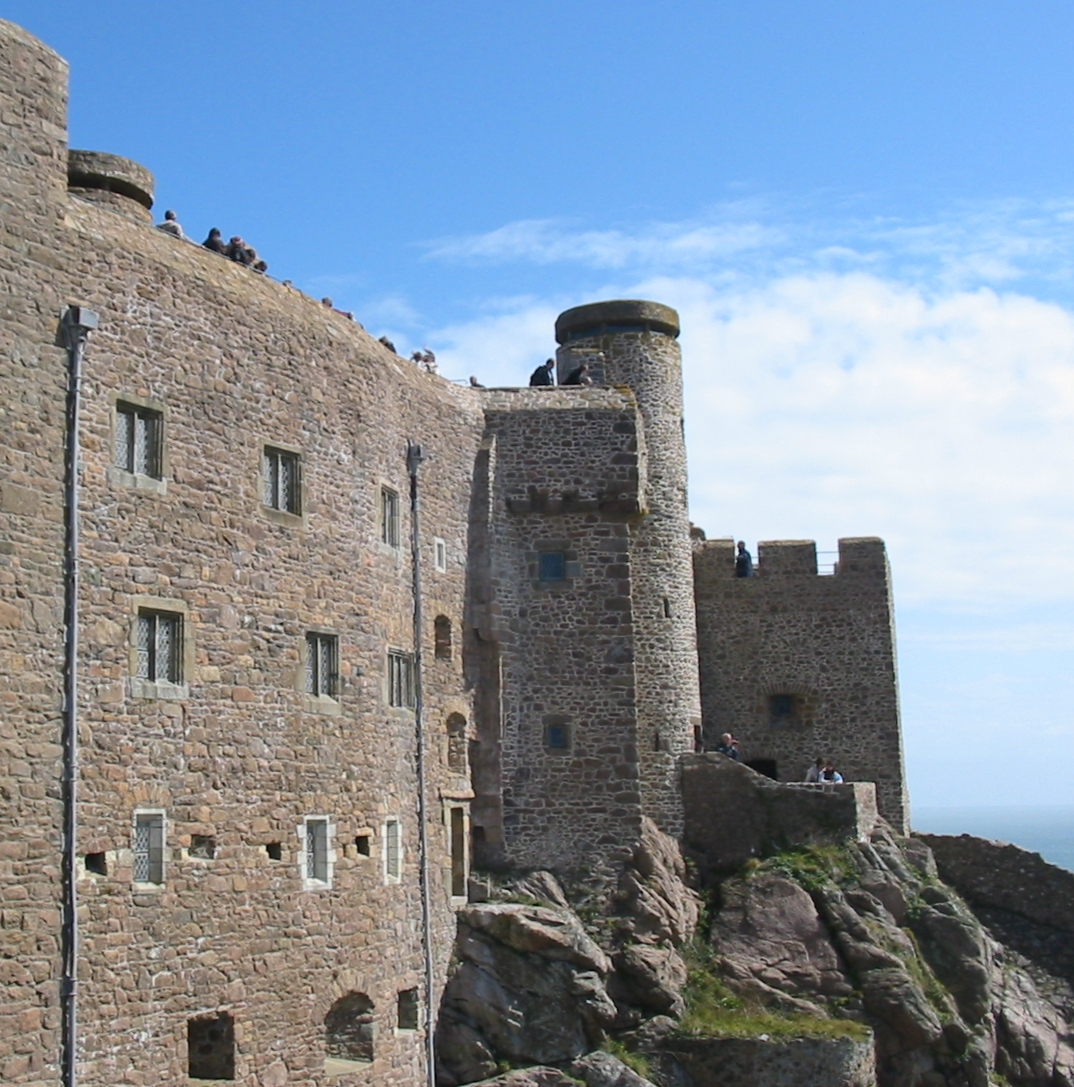
Mury zamku Mont Orgueil
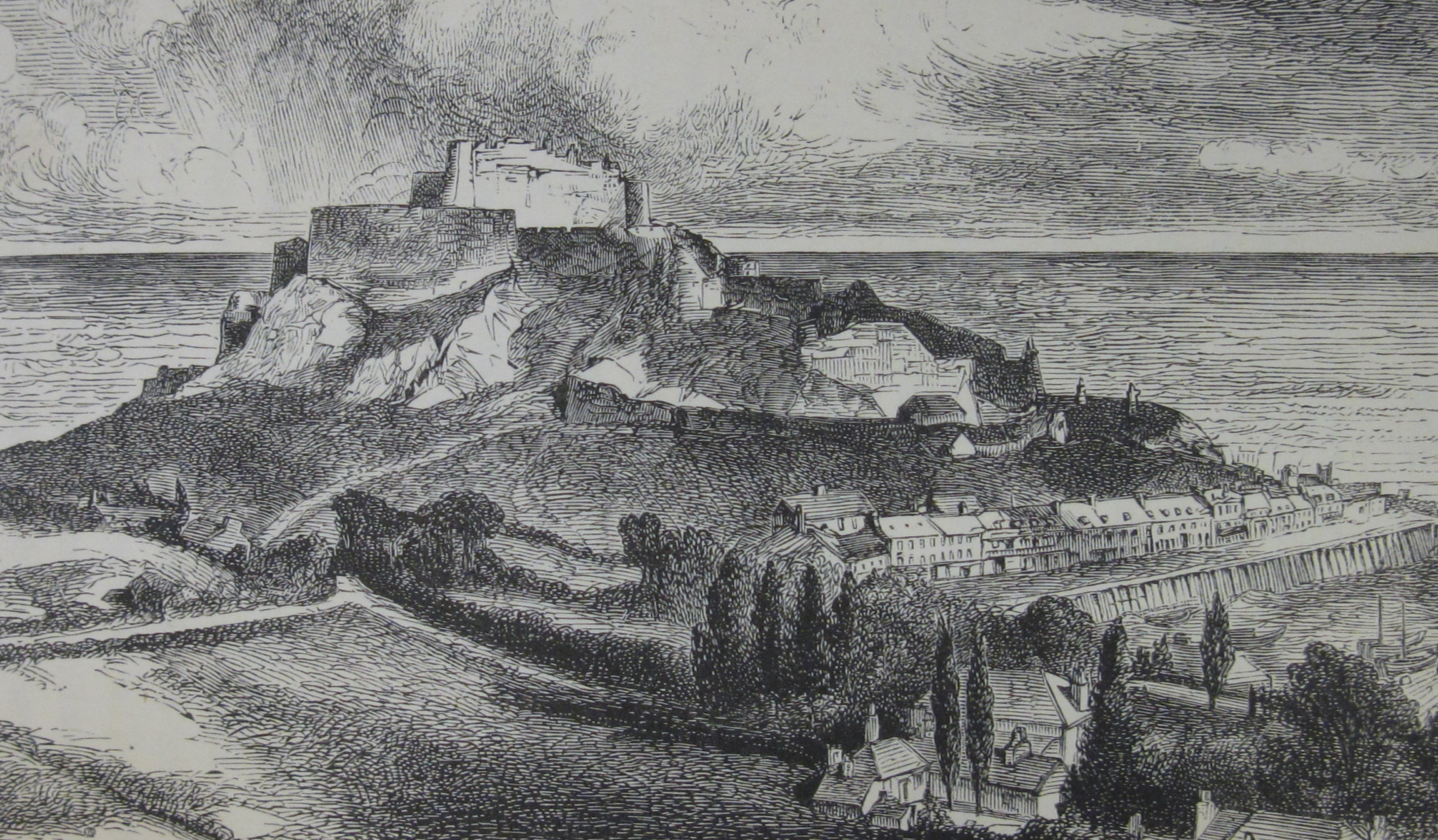
Zamek na rysunku z 1870 roku
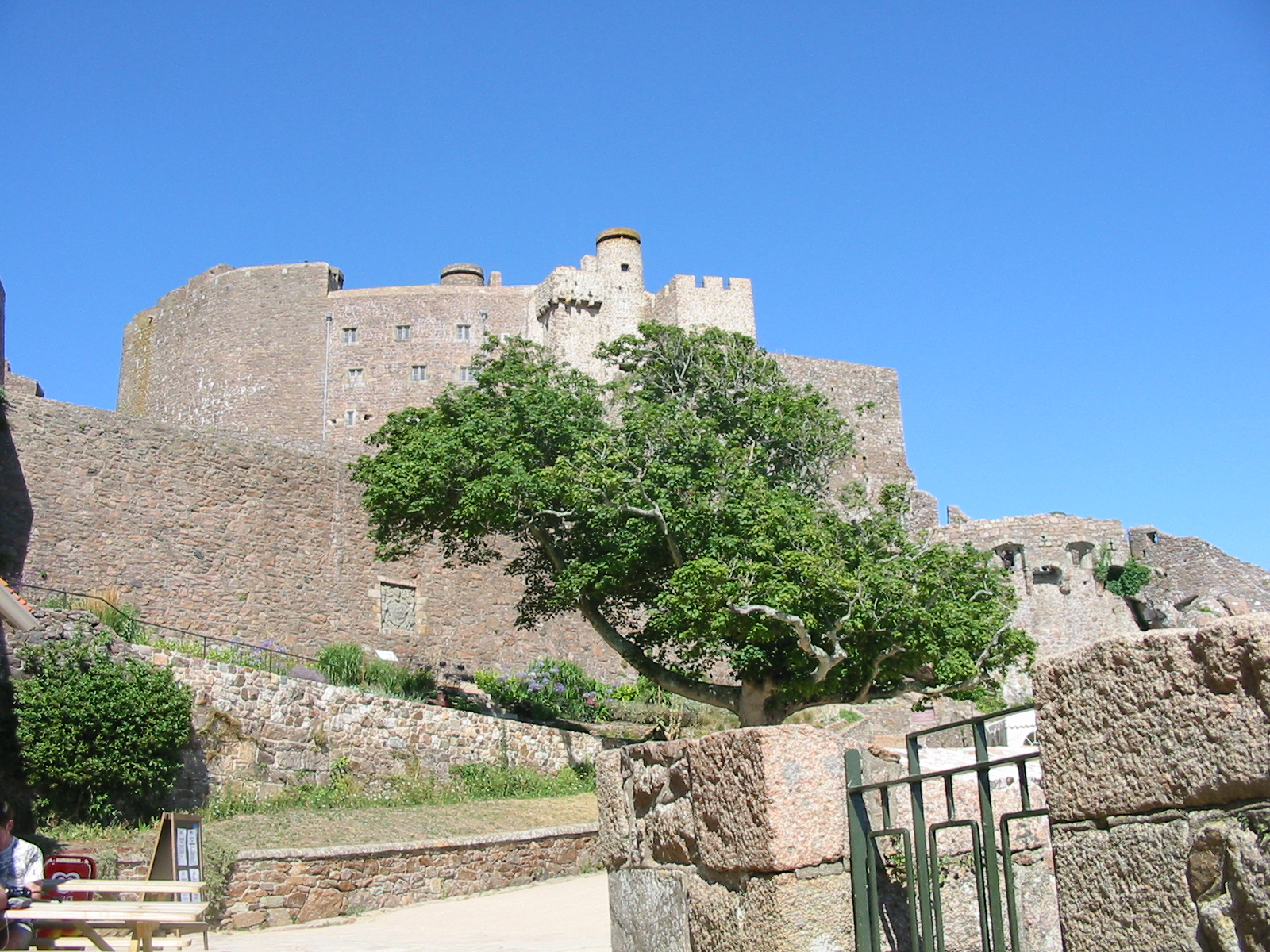
Droga na zamek
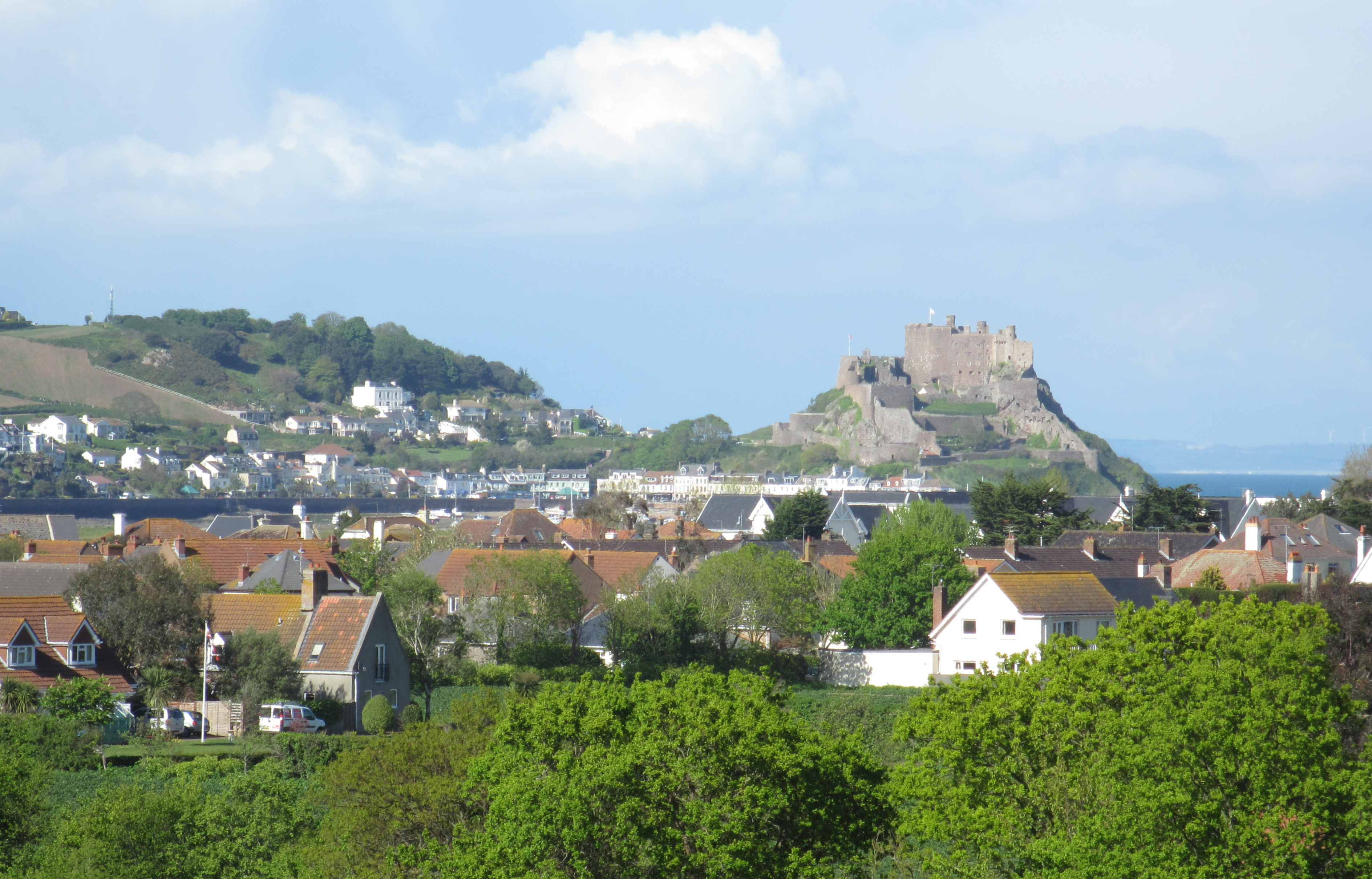
Zamek Mont Orgueil górujący nad okolicą
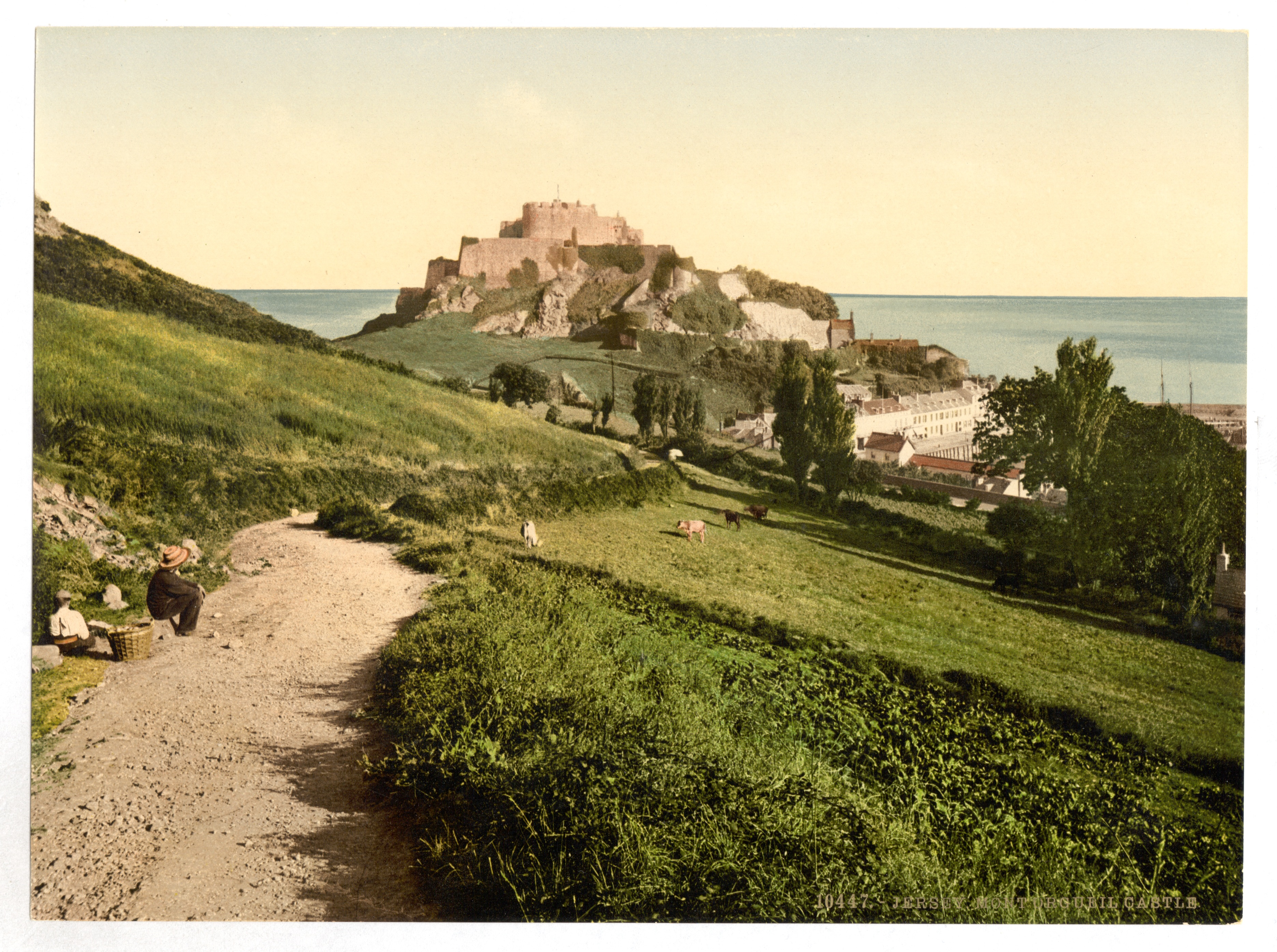
Pocztówka z widokiem na zamek (ok. 1900 r.)